# Sífutás az 1924. évi téli olimpiai játékokon
Az 1924. évi téli olimpiai játékokon a sífutás versenyszámait Chamonix-ban rendezték meg. Január 30-án az 50 kilométeres, február 2-án a 18 kilométeres távon tartották meg a versenyt.

## Részt vevő nemzetek
A versenyeken 12 nemzet 59 versenyzője vett részt.
- Csehszlovákia (TCH) (6)
- Egyesült Államok (USA) (4)
- Finnország (FIN) (5)
- Franciaország (FRA) (8)
- Jugoszlávia (YUG) (4)
- Lengyelország (POL) (3)
- Lettország (LAT) (1)
- Magyarország (HUN) (3)
- Norvégia (NOR) (5)
- Olaszország (ITA) (7)
- Svájc (SUI) (7)
- Svédország (SWE) (6)

## Éremtáblázat
(Az egyes számoszlopok legmagasabb értéke, vagy értékei vastagítással kiemelve.)
| Az 1924. évi téli olimpiai játékok éremtáblázata sífutásban | Az 1924. évi téli olimpiai játékok éremtáblázata sífutásban | Az 1924. évi téli olimpiai játékok éremtáblázata sífutásban | Az 1924. évi téli olimpiai játékok éremtáblázata sífutásban | Az 1924. évi téli olimpiai játékok éremtáblázata sífutásban | Olimpia  |
| ----------------------------------------------------------- | ----------------------------------------------------------- | ----------------------------------------------------------- | ----------------------------------------------------------- | ----------------------------------------------------------- | -------- |
|                                                             | Ország                                                      | Arany                                                       | Ezüst                                                       | Bronz                                                       | Összesen |
| 1.                                                          | Norvégia (NOR)                                              | 2                                                           | 2                                                           | 1                                                           | 5        |
|                                                             |                                                             |                                                             |                                                             |                                                             |          |
| 2.                                                          | Finnország (FIN)                                            | 0                                                           | 0                                                           | 1                                                           | 1        |
|                                                             |                                                             |                                                             |                                                             |                                                             |          |
| Összesen                                                    | Összesen                                                    | 2                                                           | 2                                                           | 2                                                           | 6        |

## Érmesek
| Az 1924. évi téli olimpiai játékok érmesei sífutásban |                                |           |                                       |           |                                       |           |
| Versenyszám                                           | Arany                          | Arany     | Ezüst                                 | Ezüst     | Bronz                                 | Bronz     |
| 18 km                                                 | Thorleif Haug · Norvégia (NOR) | 1:14:31,4 | Johan Grøttumsbråten · Norvégia (NOR) | 1:15:51,0 | Tapani Niku · Finnország (FIN)        | 1:16:26,0 |
| 50 km                                                 | Thorleif Haug · Norvégia (NOR) | 3:44:32   | Thoralf Strømstad · Norvégia (NOR)    | 3:46:23   | Johan Grøttumsbråten · Norvégia (NOR) | 3:47:46   |